# 톨플러스
톨플러스는 성장기 청소년의 키 성장에 도움을 주는 기능성 성장판 운동기구이다.   감압 스트레칭을 이용한 성장판 자극 운동이 키 성장에 긍정적인 영향을 미친다는 사실이 널리 알려지면서, 톨플러스 역시 많은 관심을 받고 있다.   특히, 한국모델협회 공식 지정 기구로 선정될 만큼 그 효과를 인정받았으며, 성장판을 자극하는 수축과 이완 운동 효과, 근육과 인대의 경직을 풀어주는 스트레칭 효과, 바른 자세를 만들어주는 자세 교정 효과까지 갖추고 있다.
또한, 잠자기 전 톨플러스를 이용한 성장판 자극 운동이 성장호르몬 분비를 증가시킨다는 실험 결과가 보고되었다. 이 연구 결과는 2019년 한국발육발달학회지에 논문으로 등재되면서, 과학적으로도 그 효과가 입증되는 계기가 되었다.

## 작동원리
톨플러스는 기본적으로 다음의 기능성 스트레칭의 원리를 바탕으로 작동한다.
역C 아치형 스트레칭 (신전 운동)
상반신을 중심으로 허리 부분을 상승시키며, 등과 척추 부위를 자연스럽게 스트레칭시키는 기법이다. 자세를 교정하고 유연성을 향상시키는데 도움이 된다.  또한, 척추의 압력을 완화하고 근육의 긴장을 풀어주는 효과도 기대할 수 있다.  
수축∙이완 감압 스트레칭 운동 (기능성 성장판 운동) 
하반신을 기반으로 발목을 당기고 밀면서 발목, 무릎, 고관절 부위와 다리를 스트레칭시키며 성장판을 효과적으로 자극하는 운동이다.
이러한 운동은 약 4~5분, 길게는 10분 동안 점진적으로 수축과 이완이 자동 반복되며 진행된다. 짧은 시간 안에 효율적인 기능성 스트레칭 효과를 얻을 수 있어 바쁜 일상 속에서도 간편하게 활용할 수 있다.

## 프로그램
톨플러스의 프로그램은 다음과 같다.
각 프로그램별로 리모컨을 사용해 성장판 운동의 적응도에 따라 선택하면 된다.
또한, 각 프로그램마다 2개의 종류로 나뉘며, 성장판 운동과 자세교정 효과 운동을 복합으로 할 수 있다.
성장관리 프로그램에는 예상키를 예측할 수 있는 프로그램과 예상키를 계산 할 수 있는 프로그램을 사용할 수 있다.
| B 프로그램 | 운동기구 사용 초심자를 위한 스트레칭 적응 코스                           |
| L 프로그램 | 톨플러스 스트레칭 기구에 적응한 사용자가 이용하는 기본 스트레칭 프로그램 |
| M 프로그램 | 본격적인 스트레칭 코스로 운동 강도가 가장 강한 고강도 스트레칭 프로그램  |
| H 프로그램 | 스트레칭 시간을 길게 산정하여 연속으로 운동이 가능한 혼합 프로그램       |

## 사용 연령
- 키 110cm 이상인 초등학생부터 성장기가 끝나기 전 청소년까지 사용할 수 있으며, 가족들도 함께 활용할 수 있는 기능성 운동기구이다.
- 급성장기(사춘기와 비슷한 시기)가 오기 전, 저학년 때부터 시작하는 것이 성장판 운동의 효과를 더욱 극대화할 수 있다.

## 주의 사항
- 기능성 성장판 운동이므로 수차례 반복해서 사용할 수 있으나 장시간 무리하지 않게 사용한다.
- 사용중 신체부위에 불편함이 있을 때는 사용을 중단하고 낮은 단계의 프로그램을 사용한다.
- 발목이 뻐근하다고 느끼는 경우는 운동강도가 높은 프로그램을 사용하기 때문이다.
- 잘 사용하지 않던 신체부위에 운동자극이 전해져 불편함을 느낄수도 있으나 적응하면 곧 괜찮아진다.
- 발가락 부분을 자신의 몸쪽으로 약간 당기면서 운동하면 불편함없이 사용 가능하다.
- 톨플러스 기구는 폴더형으로 접을 수 있다. 기구를 보관 또는 위치를 옮길 때 사용한다.